# 新潟県道397号上山田山辺里線
新潟県道397号上山田山辺里線（にいがたけんどう397ごう かみやまださべりせん）は、新潟県村上市内を通る一般県道である。

## 概要

### 路線データ
- 起点：新潟県村上市上山田字稲葉
- 終点：新潟県村上市山辺里字大田（国道7号交点）

## 地理

### 通過する自治体
- 新潟県村上市

### 接続する道路
- 村上市道（起点：村上市上山田字稲葉）
- 新潟県道207号大栗田村上線（村上市日下）
- 日本海東北自動車道（村上山辺里IC）
- 国道7号（終点：山辺里北交差点）

### 周辺
- 職業訓練法人 村上職業訓練協会 村上高等職業訓練校
- 村上市立村上東中学校
- 村上市立山辺里小学校
- 村上信用金庫 東支店
- 山辺里郵便局
- ウオロク 村上東店
- コメリホームセンター 村上店
- 門前川